# Byblis longicornis
Byblis longicornis är en kräftdjursart som beskrevs av Sars 1895. Byblis longicornis ingår i släktet Byblis och familjen Ampeliscidae. Inga underarter finns listade i Catalogue of Life.